# Du lebst nur zweimal
Du lebst nur zweimal (deutsche Erstauflage 007 James Bond reitet den Tiger) ist der elfte Roman bzw. der zwölfte Band in Ian Flemings James-Bond-Reihe und erschien 1964 unter dem Titel You Only Live Twice in England. Belastet vom Mord an seiner Frau stößt Bond bei einem Auftrag in Japan auf ihren untergetauchten Mörder Blofeld. Die Aussicht auf Rache verleiht dem Superagenten einen neuen Sinn für Humor, so wie ihn Darsteller Sean Connery kurz zuvor im erfolgreichen ersten Bond-Film Dr. No zeigte. Das Buch blieb Flemings letzte Veröffentlichung zu Lebzeiten.
Für die Verfilmung Man lebt nur zweimal (1967) nahm sich Drehbuchautor Roald Dahl große Freiheiten. Keine Zeit zu sterben (2021 mit Daniel Craig) verarbeitet ebenfalls Motive dieses Romans. Cross Cult veröffentlichte 2013 eine ungekürzte Neuübersetzung unter dem Filmtitel.

## Handlung
Der Neurologe und Nobelpreisträger Sir James Molony ist zu Gast bei Bonds Vorgesetzten M, weil sich M um den psychischen Zustand von James Bond sorgt. Nach der Ermordung seiner Frau Tracy vernachlässigt dieser seine Arbeit, trinkt übermäßig und verspielt Geld in den Spielklubs. Seine letzten wichtigen Aufträge verpfuscht er beide durch Fehler, die ihn und andere fast umbringen. M möchte James Bond rauswerfen, auch auf die Gefahr hin, dass er damit seinen besten Mann verliert, jedoch kann ihn Molony davon überzeugen, dass Bond zur Bestform aufläuft, wenn er eine ausgefallene, scheinbar unlösbare Aufgabe bekommt.
In den letzten Augusttagen 1962, als James Bond zu M gerufen wird, muss Bonds Sekretärin Mary Goodnight zunächst sein vernachlässigtes Äußeres herrichten. Er ist sich bewusst, dass er in letzter Zeit schlechte Arbeit geliefert hat, und interpretiert den Termin bei M als Kündigung. Zu seiner Überraschung wird er jedoch in den diplomatische Dienst versetzt, wo er den Auftrag bekommt, dem Leiter des japanischen Geheimdienstes Tiger Tanaka die Entschlüsselungsmaschine MAGIC44 abzuschwatzen. Der fast 42-jährige James Bond bekommt vorübergehend die Agentennummer 7777 und macht sich innerhalb einer Woche, am 7. September 1962, auf den Weg nach Japan. Dort wird er als persönlicher Assistent des australischen Diplomaten Richard Lovelace Henderson getarnt. Dieser hat sehr gute Kontakte zu Tiger Tanaka und schafft es, ein Treffen der beiden zu arrangieren.
Einen Monat später, Anfang Oktober 1962, sind James Bond und Tiger Tanaka bereits gut befreundet. Tiger Tanaka, Ende 50, hat sich durch viele kleine Tests, die zum größten Teil auf der japanischen Mentalität beruhen, von der Integrität Bonds überzeugt, und macht, nachdem Bond ihn in höflichster Weise bei Schere, Stein, Papier besiegt hat, ein Angebot. (Dieser Wettstreit wird im Einleitungskapitel geschildert.) Da der japanische Geheimdienst sehr gut über die britische Kommunikation informiert ist, gibt es keine adäquate Gegenleistung für die MAGIC44, außer einem Spezialeinsatz von James Bond. Er soll Dr. Guntram Martell und seine Frau Emmy ausschalten (im Original Guntram Shatterhand). Sie waren vor kurzem mit Schweizer Pässen als Gartenbaukünstler und Botaniker nach Japan gekommen, um in der Nähe von Fukuoka einen Park mit exotischen Pflanzen anzulegen. Dieser Park enthält ausschließlich für den Menschen gefährliche Pflanzen und soll interessierten Fachleuten zur Forschung zur Verfügung stehen. Jedoch wird der Park von ehemaligen Mitgliedern der Geheimorganisation der Gesellschaft der Schwarzen Drachen bewacht und wird zum Anziehungspunkt für japanische Selbstmörder. Ein von Tanaka geschickter Agent tauchte geblendet, mit Verbrennungen und im Delirium wieder auf, und konnte nur noch ein Haiku über Libellen stammeln.
Tanaka und Bond gehen sofort auf die Reise nach Fukuoka. Unterwegs wird er zum Japaner gemacht, d. h. seine Haut wird dunkler gefärbt, sein Haar geschnitten und er wird an die japanischen Sitten und Gebräuche gewöhnt. Auf Tanakas Aufforderung hin schreibt Bond auch ein Haiku:
Du lebst nur zweimal:

Einmal, wenn du geboren wirst,

und einmal, wenn du dem Tod ins Gesicht siehst.
Außerdem lernt er in einem Ausbildungslager des Geheimdienstes die Kunst der Ninjas. Ein vierschrötiger Mann verfolgt sie dabei die ganze Zeit auf einem Motorrad, kurz vor Fukuoka können sie ihn stellen. Er ist ein schwarzer Drache, und in seinem Notizbuch finden sie eine detaillierte Beschreibung ihrer Reise seit Tokio.
In Fukuoka zeigt ihnen der Chef der Kriminalpolizei Luftaufnahmen des Schlosses des Todes und Nahaufnahmen des Ehepaares Martell. Bond erkennt sie als seine Widersacher Ernst Stavro Blofeld und Irma Bunt. Der Einsatz wird dadurch für Bond zu einer persönlichen Racheaktion für die Ermordung seiner Frau. Tanaka erkennt zwar Bonds Veränderung, dieser gibt Martells Identität aber nicht preis, weil er fürchtet, dass andere Geheimdienste dann versuchen würden, Blofeld festzunehmen und Bond um seine Rache gebracht würde.
Als Tarnung wird James Bond als taubstummer Arbeiter unter dem Namen Taro Todoroki bei den Muscheltauchern in der Familie von Kissy Suzuki untergebracht. Diese spricht englisch, da sie mal in Hollywood als Schauspielerin gearbeitet hatte. Sie kam dann wieder zurück in ihr einfaches Leben, weil in Hollywood alle außer David Niven schlecht zu ihr waren. Sie hat ihren zum Fischfang abgerichteten Kormoran nach ihm benannt, der sie und Bond begleitet, als Bond für ihren erkrankten Vater beim Muschelfang hilft. Kissy verliebt sich in Bond und möchte ihn nicht wieder hergeben, doch sie erkennt an der Prophezeiung der sechs Wächter, dass Bond dazu ausersehen ist, das Schloss des Todes zu vernichten. Sie schwimmt mit ihm bis zur Felsenküste des Schlosses, wo sie jede Nacht um Mitternacht eine Stunde lang auf ihn warten will. Nun ist er auf sich selbst gestellt.
Mit der Ninja-Ausrüstung erklettert Bond die Klippen und erkundet den Park, wo er Augenzeuge zweier Selbstmorde wird. Ein dritter Selbstmörder hatte es sich zwar noch anders überlegt, wird aber von den schwarzen Drachen in einen Teich mit Piranhas gestoßen. Tagsüber versteckt sich Bond in einem Schuppen, abends schleicht er sich in das Schloss. Durch einen Fehler tappt er in eine Falltür und wird gefangen genommen. Irma Bunt glaubt, ihn als James Bond zu erkennen, und nach einer Folterung muss er seine Tarnung als Taubstummer aufgeben. Als Blofeld ihn mit einem Samurai-Schwert hinrichten will, kann Bond einen langen Stock ergattern und mit seinen neuen Kampfkenntnissen Irma Bunt niederschlagen und Ernst Stavro Blofeld erwürgen. Mit Hilfe eines Ballons gelingt Bond die Flucht, während das Schloss durch einen von Bond verstopften Geysir explodiert. Bond wird angeschossen und erleidet eine Kopfwunde, doch Kissy Suzuki rettet ihn vorm Ertrinken nach dem Absturz des Ballons.
Bond ist schwer verwundet, aber Kissy kümmert sich um ihn, als wäre sie seine Frau. Über den Winter heilt sein Körper langsam, aber er hat sein Gedächtnis verloren und weiß nicht mehr, wer er ist.
Da James Bond als tot gilt, erscheint in der London Times ein von M verfasster Nachruf auf ihn. Kissy Suzuki hofft, dass er bei ihr bleibt und erzählt ihm nichts. Die Dorfbewohner spielen dabei mit, aber sie muss kannushi-san (Zeremonienmeister) versprechen, dass sie ihn wieder freigibt, sobald er sich an sein früheres Leben erinnert. Sie vernichtet alle Hinweise darauf, jedoch liest Bond am Ende des Frühlings 1963 zufällig das Wort Wladiwostok auf einem Zeitungsschnipsel, was Erinnerungen auslöst und ihm den Wunsch gibt, mehr herauszufinden. Gerade an diesem Tag wollte Kissy ihm eigentlich sagen, dass sie ein Kind von ihm erwartet, aber jetzt behält sie es für sich. Bond bittet Kissy, ihm zu helfen bei seiner Identitätssuche. Sie verspricht es.

## Einordnung in die Buchreihe
Die Ereignisse von Im Geheimdienst Ihrer Majestät werden direkt erwähnt (Blofelds Tarnung als Monsieur le Comte de Bleuville in einer Forschungseinrichtung auf dem Gipfel des Piz Gloria in der Schweiz, Bonds Tarnung als Sir Hilary Bray, die Ermordung von Tracy Di Vicenzo Bond) und auf ein Jahr vor den Ereignissen im Schloss des Todes datiert. Blofeld erwähnt das Unternehmen Feuerball aus dem gleichnamigen Roman. Am Anfang des Folgeromans Der Mann mit dem goldenen Colt findet Bond sein Gedächtnis wieder und kehrt zum Geheimdienst zurück.